# Facebook Zéró
A Facebook Zéró kifejezés eredetileg a Facebook közösségi hálózat és egyes mobilinternet-szolgáltatók megegyezésére utalt. Ez a jelentés 2018-ban módosult, és a Facebook által követett, „vissza a gyökerekhez” jellegű új irányt kezdte jelölni. Az ekkor bevezetett új algoritmus alapján a közösségi oldal egyre kevesebb reklám- és marketingtartalmat, illetve hírcikket fog mutatni a felhasználóknak. Ezek helyett a hírfolyamot az ismerősök által generált tartalmak fogják uralni.

## Története
Chamath Palihapitiya, a Facebook akkori, a felhasználók számának növekedéséért felelős alelnöke a barcelonai Mobile World Congress mobiltechnológiai kiállításon, 2010 februárjában jelentette be ezt az újítást. Hivatalos bevezetésére 2010. május 18-án került sor, amikor a Facebook megkezdte együttműködését 50 mobilszolgáltató céggel a világ minden tájáról. A Facebook ez utóbbiak által elérhetővé tett, Zéró változatának lényege az volt, hogy a szolgáltatók nem számolnak fel adatforgalmi díjat a Facebook letisztult, kizárólag szöveg alapú változatának használatáért.
2018 januárjában a kifejezés új jelentést kapott Mark Zuckerberg bejelentésével, mely szerint a hírfolyam a felhasználók érdeklődési köre alapján javasolt releváns tartalmak (hírcikkek, marketing- és reklámanyagok stb.) figyelmükbe ajánlásával szemben ezután az „értelmesebb társas interakciókat” fogja támogatni, vagyis az ismerőseiktől származó tartalmakat részesíti előnyben. Bejelentése nyomán a „Facebook Zero” kifejezést ennek az új fogalomnak a jelölésére kezdték el használni. Ez esetben tehát a „zéró” a hírfolyam „letisztítására”,  „lenullázására” utal.